# ليبيريوس

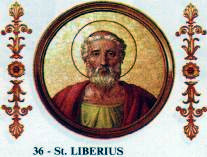
البابا ليبيريوس

البابا ليبيريوس (باللاتينية: Liberius) ـ (؟ ـ 24 سبتمبر 366) هو بابا الكنيسة الكاثوليكية من 17 مايو 352 إلى 24 سبتمبر 366 خلفًا للبابا يوليوس الأول. اعتبرته الكنيسة الكاثوليكية قديسًا في عصورها الباكرة ثم أزيل اسمه لاحقًا من سجل الشهداء، غير أن موقع الفاتيكان على الإنترنت لقبه مؤخرًا بالقديس ليبيريوس.